# Sloane Stephens
Sloane Stephens (ur. 20 marca 1993 w Plantation) – amerykańska tenisistka, mistrzyni juniorskich turniejów wielkoszlemowych w grze podwójnej, zwyciężczyni US Open 2017, finalistka French Open 2018.

## Kariera tenisowa
Tenisistka zadebiutowała w rozgrywkach cyklu ITF w 2007 roku, biorąc dwukrotnie udział w kwalifikacjach do niewielkich turniejów w Stanach Zjednoczonych. W obu przypadkach pomyślnie przeszła kwalifikacje i podobnie w obu turniejach w fazie głównej odpadła w drugiej rundzie. W marcu 2008 roku dzięki dzikiej karcie wzięła udział w kwalifikacjach do turnieju WTA w Miami, ale przegrała w pierwszej rundzie z Jekatieriną Byczkową. W tym samym roku, ponownie dzięki dzikiej karcie, zagrała w kwalifikacjach US Open, w których wygrała w pierwszej rundzie z Melindą Czink i przegrała w drugiej ze Stefanie Vögele.
Rok 2009 przyniósł jej spore sukcesy w juniorskich turniejach wielkoszlemowych. W Paryżu we French Open, jako kwalifikantka dotarła do półfinału gry pojedynczej, przegrywając w nim z Kristiną Mladenovic, późniejszą triumfatorką turnieju. W tym samym roku osiągnęła ćwierćfinał juniorskiego Wimbledonu, ale ponownie przegrała z Kristiną Mladenovic. Dzięki tym sukcesom osiągnęła miejsce nr 5 w światowym rankingu juniorskim. Największe sukcesy jednak odniosła w grze podwójnej. W 2010 roku wygrała trzy juniorskie turnieje wielkoszlemowe w grze podwójnej, French Open, Wimbledon i US Open, wszystkie w parze z Tímeą Babos.
W 2009 roku z dziką kartą wystąpiła w pierwszej rundzie turnieju kwalifikacyjnego w Miami, ale przegrała w niej z Akgul Amanmuradovą oraz w Los Angeles, gdzie wygrała pierwszy mecz z Lenką Wienerową a przegrała drugi z Anastasija Rodionową. Wystąpiła także w kwalifikacjach do US Open, ale Portugalka Neuza Silva okazała się od niej lepsza. W roku 2010 (ponownie z dziką kartą) udanie przeszła kwalifikacje do turnieju w Indian Wells, pokonując Renatę Voráčovą i Arantxę Parra Santonję. W fazie głównej wygrała pierwsza rundę z Lucie Hradecką i przegrała drugą z Wierą Zwonariową. W 2011 roku wygrała kwalifikacje Roland Garros, pokonując w nich takie zawodniczki jak: Séverine Brémond, Julia Cohen i Anastasija Piwowarowa i po raz pierwszy w karierze zagrała w turnieju głównym, w którym odpadła jednak już w pierwszej rundzie przegrywając z Eleną Baltachą.
Pierwszy singlowy turniej wygrała w maju 2011 roku, w Reggio Emilia.
W 2013 roku awansowała do półfinału wielkoszlemowego Australian Open. W ćwierćfinale wygrała z Sereną Williams 3:6, 7:5, 6:4, natomiast w półfinale przegrała z Wiktoryją Azaranką wynikiem 1:6, 4:6. Na French Open wyrównała swój najlepszy rezultat, docierając do czwartej rundy, w której ponownie uległa Szarapowej 4:6, 3:6. Na Wimbledonie osiągnęła ćwierćfinał singla, przegrywając z późniejszą triumfatorką, Marion Bartoli. W czwartej rundzie US Open poniosła porażkę z Sereną Williams. Była też rezerwową zawodniczką WTA Tour Championships.
W sezonie 2014 zaliczyła cztery mecze w australijskim Wielkim Szlemie. Przegrała, tak jak przed rokiem, z Azaranką, wygrywając też pięć gemów. W Indian Wells awansowała do ćwierćfinału. Na French Open po raz trzeci z rzędu doszła do czwartej rundy. Także ćwierćfinał zdobyła w Birmingham.
W roku 2015 Amerykanka zwyciężyła w pierwszym w karierze turnieju singlowym w Waszyngtonie, pokonując Anastasiję Pawluczenkową 6;1, 6:2.
Od stycznia do kwietnia 2016 roku Stephens wygrała trzy turnieje: dwa w kategorii WTA International Series (w Auckland i Acapulco) oraz jeden rangi WTA Premier w Charleston. Następnie uległa kontuzji.
W sierpniu 2017 doszła do półfinałów w Toronto i Cincinnati. Następnie, grając z chronionym rankingiem, zwyciężyła w wielkoszlemowym US Open. W zawodach wygrała z pięcioma rozstawionymi przeciwniczkami, w tym w meczu mistrzowskim z Madison Keys wynikiem 6:3, 6:0.
W 2018 roku Amerykanka triumfowała na kortach w Miami, pokonując w finale Jeļenę Ostapenko. Podczas French Open, w swoim drugim w karierze meczu o mistrzostwo wielkoszlemowe, przegrała 6:3, 4:6, 1:6 z Simoną Halep. Następnie Amerykanka doszła do ostatniej rundy w Montrealu, gdzie pokonała między innymi Elinę Switolinę, oraz do ćwierćfinału US Open.

## Historia występów wielkoszlemowych
Legenda
     W, wygrany turniej
     F, przegrana w finale
     SF, przegrana w półfinale
     QF, przegrana w ćwierćfinale
     xR, przegrana w x rundzie
     Qx, przegrana w x rundzie kwalifikacji
     A, brak startu
     NH, turniej nie odbył się

### Występy w grze pojedynczej
| Australian Open        | A   | A   | A   | Q2 | 2R | SF | 4R | 1R | 1R | A  | 1R | 4R | 1R | 1R | 1R | 1R | 3R | 1R | 0 / 13 | 14 – 13 |  |  |  |  |  |  |
| French Open            | A   | A   | A   | 1R | 4R | 4R | 4R | 4R | 3R | A  | F  | QF | 2R | 4R | QF | 4R | 1R |    | 0 / 13 | 35 – 13 |  |  |  |  |  |  |
| Wimbledon              | A   | A   | A   | Q2 | 3R | QF | 1R | 3R | 3R | 1R | 1R | 3R | NH | 3R | 1R | 2R | 2R |    | 0 / 12 | 16 – 12 |  |  |  |  |  |  |
| US Open                | A   | A   | Q2  | 3R | 3R | 4R | 2R | 1R | A  | W  | QF | 1R | 3R | 3R | 2R | 1R | 1R |    | 1 / 13 | 24 – 12 |  |  |  |  |  |  |
|                        |     |     |     |    |    |    |    |    |    |    |    |    |    |    |    |    |    |    |        |         |  |  |  |  |  |  |
| Ranking na koniec roku | 406 | 802 | 198 | 97 | 38 | 12 | 37 | 30 | 36 | 13 | 6  | 25 | 39 | 64 | 37 | 48 | 74 |    | 1 / 51 | 89 – 50 |  |  |  |  |  |  |

### Występy w grze podwójnej
| Australian Open        | A   | A   | A   | A  | 1R  | A  | A   | A   | A   | A   | 1R  | A    | A   | A    | A   | A   | A  | A | 0 / 2  | 0 – 2  |  |  |  |  |  |  |  |  |
| French Open            | A   | A   | A   | A  | 1R  | 1R | 1R  | A   | A   | A   | A   | A    | A   | A    | A   | A   | 1R |   | 0 / 4  | 0 – 4  |  |  |  |  |  |  |  |  |
| Wimbledon              | A   | A   | A   | A  | 1R  | A  | A   | A   | 1R  | 2R  | A   | A    | NH  | A    | A   | 1R  | 1R |   | 0 / 5  | 1 – 5  |  |  |  |  |  |  |  |  |
| US Open                | A   | 1R  | 1R  | 1R | 1R  | A  | A   | A   | A   | 1R  | A   | A    | A   | A    | A   | A   | 1R |   | 0 / 6  | 0 – 6  |  |  |  |  |  |  |  |  |
|                        |     |     |     |    |     |    |     |     |     |     |     |      |     |      |     |     |    |   |        |        |  |  |  |  |  |  |  |  |
| Ranking na koniec roku | 846 | 694 | 526 | 94 | 180 | –  | 722 | 383 | 887 | 166 | 211 | 1156 | 628 | 1348 | 330 | 629 | 63 |   | 0 / 17 | 1 – 17 |  |  |  |  |  |  |  |  |

### Występy w grze mieszanej
| Australian Open | A  | A | A | A | A  | A  | A | A | 2R | A  | A  | A | A  | A | A | A | A | A | 0 / 1 | 1 – 1 |  |  |  |  |  |  |  |  |
| French Open     | A  | A | A | A | A  | A  | A | A | A  | A  | A  | A | NH | A | A | A | A |   | 0 / 0 | 0 – 0 |  |  |  |  |  |  |  |  |
| Wimbledon       | A  | A | A | A | A  | A  | A | A | A  | 1R | 3R | A | NH | A | A | A | A |   | 0 / 2 | 2 – 2 |  |  |  |  |  |  |  |  |
| US Open         | 2R | A | A | A | 2R | 1R | A | A | A  | A  | A  | A | NH | A | A | A | A |   | 0 / 3 | 2 – 2 |  |  |  |  |  |  |  |  |
|                 |    |   |   |   |    |    |   |   |    |    |    |   |    |   |   |   |   |   |       |       |  |  |  |  |  |  |  |  |
|                 |    |   |   |   |    |    |   |   |    |    |    |   |    |   |   |   |   |   | 0 / 6 | 5 – 5 |  |  |  |  |  |  |  |  |

## Finały turniejów WTA
| Legenda                     | Legenda |
| --------------------------- | ------- |
| Wielki Szlem                |         |
| Igrzyska olimpijskie        |         |
| WTA Tour Championships      |         |
| 2009 – 2020                 |         |
| WTA Premier Mandatory       |         |
| WTA Premier 5               |         |
| WTA Premier                 |         |
| WTA International Series    |         |
| WTA 125K series (2012–2020) |         |
| od 2021                     |         |
| WTA 1000 (obowiązkowe)      |         |
| WTA 1000 (nieobowiązkowe)   |         |
| WTA 500                     |         |
| WTA 250                     |         |
| WTA 125                     |         |

### Gra pojedyncza 11 (8–3)
| Końcowy wynik | Nr | Data                 | Turniej     | Nawierzchnia   | Przeciwniczka            | Wynik finału     |
| ------------- | -- | -------------------- | ----------- | -------------- | ------------------------ | ---------------- |
| Zwyciężczyni  | 1. | 9 sierpnia 2015      | Waszyngton  | Twarda         | Anastasija Pawluczenkowa | 6:1, 6:2         |
| Zwyciężczyni  | 2. | 9 stycznia 2016      | Auckland    | Twarda         | Julia Görges             | 7:5, 6:2         |
| Zwyciężczyni  | 3. | 27 lutego 2016       | Acapulco    | Twarda         | Dominika Cibulková       | 6:4, 4:6, 7:6(5) |
| Zwyciężczyni  | 4. | 10 kwietnia 2016     | Charleston  | Ceglana        | Jelena Wiesnina          | 7:6(4), 6:2      |
| Zwyciężczyni  | 5. | 9 września 2017      | US Open     | Twarda         | Madison Keys             | 6:3, 6:0         |
| Zwyciężczyni  | 6. | 31 marca 2018        | Miami       | Twarda         | Jeļena Ostapenko         | 7:6(5), 6:1      |
| Finalistka    | 1. | 9 czerwca 2018       | French Open | Ceglana        | Simona Halep             | 6:3, 4:6, 1:6    |
| Finalistka    | 2. | 12 sierpnia 2018     | Montreal    | Twarda         | Simona Halep             | 6:7(6), 6:3, 4:6 |
| Finalistka    | 3. | 28 października 2018 | Singapur    | Twarda (hala)  | Elina Switolina          | 6:3, 2:6, 2:6    |
| Zwyciężczyni  | 7. | 27 lutego 2022       | Guadalajara | Twarda         | Marie Bouzková           | 7:5, 1:6, 6:2    |
| Zwyciężczyni  | 8. | 21 kwietnia 2024     | Rouen       | Ceglana (hala) | Magda Linette            | 6:1, 2:6, 6:2    |

### Gra podwójna 2 (1–1)
| Końcowy wynik | Nr | Data            | Turniej    | Nawierzchnia | Partnerka        | Przeciwniczki                    | Wynik finału   |
| ------------- | -- | --------------- | ---------- | ------------ | ---------------- | -------------------------------- | -------------- |
| Finalistka    | 1. | 5 sierpnia 2017 | Waszyngton | Twarda       | Eugenie Bouchard | Shūko Aoyama Renata Voráčová     | 3:6, 2:6       |
| Zwyciężczyni  | 1. | 7 kwietnia 2024 | Charleston | Ceglana      | Ashlyn Krueger   | Ludmyła Kiczenok Nadija Kiczenok | 1:6, 6:3, 10–7 |

## Finały turniejów WTA 125

### Gra pojedyncza 1 (1–0)
| Końcowy wynik | Nr | Data        | Turniej    | Nawierzchnia | Przeciwniczka | Wynik finału |
| ------------- | -- | ----------- | ---------- | ------------ | ------------- | ------------ |
| Zwyciężczyni  | 1. | 7 maja 2023 | Saint-Malo | Ceglana      | Greet Minnen  | 6:3, 6:4     |

## Występy w Turnieju Mistrzyń

### W grze pojedynczej
| Rok  | Rezultat | Przeciwniczka   | Wynik         |
| 2018 | Finał    | Elina Switolina | 6:3, 2:6, 2:6 |

## Występy w Turnieju WTA Elite Trophy

### W grze pojedynczej
| Rok  | Rezultat                                 | Przeciwniczka                            | Wynik                                    |
| 2017 | Faza grupowa                             | Anastasija Sevastova Barbora Strýcová    | 5:7, 3:6 0:5 krecz                       |
| 2019 | zrezygnowała ze startu mimo kwalifikacji | zrezygnowała ze startu mimo kwalifikacji | zrezygnowała ze startu mimo kwalifikacji |

## Finały turniejów rangi ITF
| turnieje z pulą nagród 100 000 $   |
| turnieje z pulą nagród 75/80 000 $ |
| turnieje z pulą nagród 50/60 000 $ |
| turnieje z pulą nagród 25 000 $    |
| turnieje z pulą nagród 15 000 $    |
| turnieje z pulą nagród 10 000 $    |

### Gra pojedyncza 2 (1–1)
| Rezultat     |    | Data       | Turniej       | ($)    | Naw.    | Przeciwniczka       | Wynik    |
| Finalistka   | 1. | 16/05/2010 | Caserta       | 25 000 | Ceglana | Romina Oprandi      | 3:6, 3:6 |
| Zwyciężczyni | 1. | 15/05/2011 | Reggio Emilia | 50 000 | Ceglana | Anastasija Jakimawa | 6:3, 6:1 |

### Gra podwójna 2 (1–1)
| Rezultat     |    | Data       | Turniej | ($)    | Naw.   | Partnerka        | Przeciwniczki                      | Wynik    |
| Zwyciężczyni | 1. | 29/06/2008 | Wichita | 10 000 | Twarda | Christina McHale | Dominika Diešková Ana Clara Duarte | 6:3, 6:2 |
| Finalistka   | 1. | 14/11/2010 | Phoenix | 75 000 | Twarda | Julia Boserup    | Tetiana Łużanśka Coco Vandeweghe   | 5:7, 4:6 |

## Finały wielkoszlemowych turniejów juniorskich

### Gra podwójna (4)
| Końcowy wynik | Rok  | Turniej     | Nawierzchnia | Partnerka        | Przeciwniczki                             | Wynik finału     |
| Finalistka    | 2008 | US Open     | Twarda       | Mallory Burdette | Noppawan Lertcheewakarn Sandra Roma       | 0:6, 2:6         |
| Zwyciężczyni  | 2010 | French Open | Ceglana      | Tímea Babos      | Lara Arruabarrena María-Teresa Torró-Flor | 6:2, 6:3         |
| Zwyciężczyni  | 2010 | Wimbledon   | Trawiasta    | Tímea Babos      | Irina Chromaczowa Elina Switolina         | 6:7(7), 6:2, 6:2 |
| Zwyciężczyni  | 2010 | US Open     | Twarda       | Tímea Babos      | An-Sophie Mestach Silvia Njirić           | walkower         |